# OK Budućnost Podgorica
OK Budućnost Podgorica, beter bekend onder de sponsornaam Budućnost Podgorička banka, is een volleybalclub uit Podgorica, Montenegro. De club is onderdeel van de sportclub FK Budućnost Podgorica. 
De club wordt beschouwd als de meest succesvolle volleybalclub uit Montenegro. Haar thuisbasis is in het Morača Sports Center.

## Squad
- Dusan Medojević
- Ivan Bošković
- Marko Vukašinović
- Luka Babić
- Andrej Bojić
- Nikola Kažić
- Bojan Đukić
- Slobodan Bojić
- Marko Đuranović
- Ivan Rašović
- Boris Vlahović
- Bojan Radović
- Petar Gošović